# 歩兵第41連隊
歩兵第41連隊（ほへいだい41れんたい、歩兵第四十一聯隊）は、大日本帝国陸軍にあった連隊のひとつ。

## 沿革
- 1896年（明治29年） - 深安郡（福山町）、（現在の福山市）に連隊本部を設置、12月までに第3大隊の編成が完了
- 1898年（明治31年）3月24日 - 軍旗拝受
- 1904年（明治37年） - 日露戦争に従軍
- 1907年（明治40年）11月 - 第5師団から第17師団に所属変更
- 1908年（明治41年）7月20日 - 深安郡野上村の新兵営に移転[1]。
- 1925年（大正14年）5月1日 - 宇垣軍縮により第17師団が廃止のため第5師団に所属変更
- 1937年（昭和12年） - 蒙チョウ作戦に参加
- 1938年（昭和13年）5月 - 徐州会戦に参加、その後バイアス湾上陸作戦に参加
- 1939年（昭和14年） - 山東省における匪賊討伐作戦、その後大連に移るも直ぐに華南に移動
- 1940年（昭和15年）9月 - 仏印進駐
- 1941年（昭和16年）

第5師団は第25軍に加入しマレー作戦の準備を開始
11月15日 - 上海を出港
12月8日 - シンゴラに上陸
12月12日 - ジットラ線を突破
- 1942年（昭和17年）

1月11日 - クアラルンプールを占領
2月 - シンガポール入城
3月 - フィリピンパナイ島へ移動、ミンダナオ島平定作戦に参加
7月 - 南海支隊に編入されポートモレスビー作戦に参加
8月 - ラバウル経由でニューギニア島に上陸、オーエンスタンレー山脈超えを目指すが激戦の末に全滅寸前にまで追い込まれる
- 1943年（昭和18年）8月 - 第5師団から第30師団に所属変更
- 1944年（昭和19年） - ミンダナオ島からレイテ島に上陸、アメリカ軍と激戦を繰り広げる
- 1945年（昭和20年）1月 - カンキポット山地で自活態勢に入る

7月15日頃 - 連隊長が軍旗を奉焼し、自決したと言われる

## 歴代連隊長
| 代 | 氏名       | 在任期間                | 備考                   |
| -- | ---------- | ----------------------- | ---------------------- |
| 1  | 益満邦介   | 1896.9.25 - 1899.2.10   |                        |
| 2  | 小原芳次郎 | 1899.2.10 - 1901.11.3   | 中佐、1900.10.大佐     |
| 3  | 神谷景昌   | 1901.11.3 - 1904.3.10   | 中佐                   |
| 4  | 鵜沢総司   | 1904.3.10 - 10.16       | 中佐、戦死し大佐に特進 |
| 5  | 杉村愿簡   | 1904.10.18 - 1906.10.15 | 中佐                   |
| 6  | 矢島為三郎 | 1906.10.15 - 1909.12.26 | 中佐、大佐昇進         |
| 7  | 口羽清之助 | 1909.12.26 - 1915.8.10  |                        |
| 8  | 神戸次郎   | 1915.8.10 -             |                        |
| 9  | 木藤弥太郎 | 1918.7.24 -             |                        |
| 10 | 小倉可夫   | 1922.2.8 -              |                        |
| 11 | 藤井一彦   | 1924.2.4 -              |                        |
| 12 | 山田有一   | 1926.7.28 -             |                        |
| 13 | 森五六     | 1927.7.26 -             |                        |
| 14 | 平賀貞蔵   | 1929.12.10 -            |                        |
| 15 | 波田重一   | 1931.8.1 -              |                        |
| 16 | 田嶋栄次郎 | 1932.1.9 - 1933.8.1     |                        |
| 17 | 樋口季一郎 | 1933.8.1 - 1935.8.1     |                        |
| 18 | 青木成一   | 1935.8.1 -              |                        |
| 19 | 山田鉄二郎 | 1937.3.1 -              |                        |
| 20 | 納見敏郎   | 1938.7.15 -             |                        |
| 21 | 岡部貫一   | 1940.8.1 -              |                        |
| 22 | 矢沢清美   | 1942.2.8 - 1943.2.5     | 戦死                   |
| 末 | 炭谷鷹義   | 1943.2.9 - 1945.6.17    | 戦死                   |

## 備考

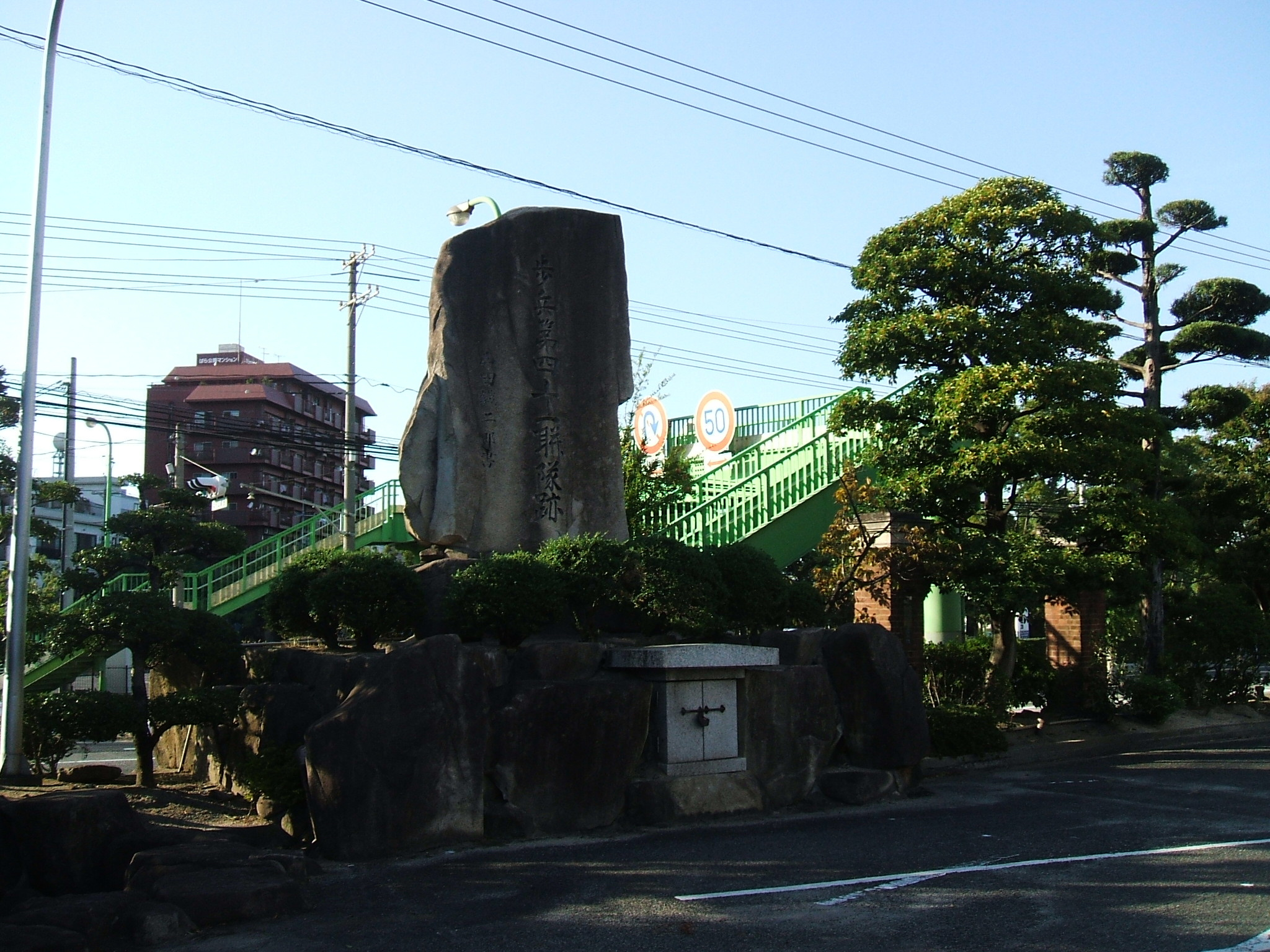
歩兵第41連隊の記念碑

- 歩兵第41連隊が玉砕したとされるフィリピンのタクロバン市と連隊本部のあった福山市とは、その縁によって姉妹都市提携がなされている。
- 大岡昇平の『レイテ戦記』では、陣地構築も怠って容易に敵の進出を許し「ほとんど戦っていなかった」と酷評されているが、アメリカ陸軍第１騎兵師団戦史には「脊梁山脈での戦闘は、レイテ作戦においては特筆すべき勝利となった。険しく深い密林地帯が広がり、雨と泥でぬかるんだ地形にも負けずによく敢闘した」と第41連隊との激しい戦闘があったことをうかがわせる記述があり、福山市議が現地で行った発掘調査では山中に布陣していたことをうかがわせる遺物が発見されている[4]。
- レイテ島カンギポット山付近で自活自戦した他の部隊と同様、歩兵第41連隊の終末の模様も明らかでない。昭和20年5月一杯はビリヤバ付近で戦闘し、その後カルブゴス山方面に移動したが、6月中旬頃には連隊の生存者は約80名となり、半数は患者で行動不能、残る半数も辛うじて行動できるという状況だったと言われる[5]。7月5日に重傷を負い米軍に収容された佐々木寬平大尉（連隊砲中隊長）の証言によれば、最後の連隊長である炭谷鷹義大佐が同日まで生存していたことは確実であり、その後、7月15日頃に連隊長は軍旗を奉焼し、自決したとの伝聞がある[2]。
- 福山市に居残っていた兵士は、8月6日に広島市へ原子爆弾投下を受けて救援に向ったが、残留放射能による二次被爆によって犠牲者も出た。また施設自体も8月8日の福山大空襲の被害を受けた。
- 第41連隊の連隊本部跡には、戦後バラ公園が設置されたほか、兵舎を利用して広島大学福山分校が開校した。大学の東広島市移転後は緑町公園となっている。また敷地跡にあるJA福山市の敷地内に連隊跡を示す記念碑が建立され、記念碑の脇には司令部の門も保存されている。また連隊の慰霊碑は備後護国神社敷地内に建立されている。